# Peter Meinke
Peter Heinrich Meinke (* 24. November 1939 in Berlin-Lichterfelde; † 1. Juli 2017 in München) war ein deutscher Maschinenbauingenieur und Hochschullehrer.

## Leben und Wirken
Peter Heinrich Meinke wurde am 24. November 1939 als eines von drei Kindern in Berlin-Lichterfelde geboren. Sein Vater, Hans Heinrich Meinke, war damals als Hochfrequenztechniker bei der AEG beschäftigt und ab 1946 Professor am Institut für Hochfrequenztechnik der TH München. Dort studierte ab 1958 auch Peter Meinke Maschinenbau und war während dieser Zeit Stipendiat der Studienstiftung des deutschen Volkes. 1970 wurde er von der TH München mit der Dissertation Untersuchungen an einem  einläufigen mechanischen Modellschwinger zur Klärung subharmonischer Schwingungserscheinungen parametererregten elektrischen Schaltkreisen mit nichtlinearen Kapazitätsdioden zum Dr.-Ing. promoviert. Berichter waren die Professoren Hans Stefaniak und Kurt Magnus (1912–2003).
Nach der Promotion begann Peter Meinke seine industrielle Tätigkeit im Unternehmensbereich Neue Technologie der MAN in Karlsfeld bei München. Dort baute er eine Abteilung zur Berechnung der Schwingungsdynamik von Ultra-Gaszentrifugen auf. Solche Gaszentrifugen sind ein „Highlight der Rotordynamik, versuchstechnisch und theoretisch“. Etwa 1972 wandte sich Meinke der Verkehrstechnik zu. Zuerst ging es um die Auslegung der Notkomponenten für Magnetschwebefahrzeuge, welche im Feldversuch mittels eines bei der MAN entwickelten Notkomponenten-Messträger erprobt wurden. Dann erfolgte der Einstieg in die lauftechnische Auslegung von Schienenfahrzeugen zur Unterstützung von MAN Schienenverkehrsbau Werk Nürnberg.
Meinke initiierte eine Vielzahl von Entwicklungsprojekten im Rahmen des BMFT-Förderprogramms Erforschung der Grenzen des Rad/Schiene-Systems. In einem ersten Projekt wurden aktive kraftgeregelte Komponenten zur Verbesserung der Laufstabilität von Fahrwerken entwickelt. Die zugehörigen Versuche am Rollprüfstand der DB AG im Freimann konnten mit einer Weltrekordgeschwindigkeit von 530 km/h erfolgreich abgeschlossen werden. In Zusammenarbeit mit der TU Berlin startete Meinke das Vorhaben Vereinfachte nichtlineare Dynamik von Schienenfahrzeugen. In diesem Projekt wurde die Laufdynamik vierachsiger Schienenfahrzeuge auf dem Analogrechner simuliert. Im anschließenden Forschungsvorhaben Verfahren und Auslegungsprogramme zur Vorausberechnung optimaler Konstruktionen von Schienenfahrzeugen, an welchem sich vier Industriepartner und die TU Berlin beteiligen, wurde das digitale Simulationsprogramm MEDYNA vom Unterauftragnehmer DLR entwickelt. MEDYNA entwickelte sich zu einem für viele Jahre weltweit eingesetzten Rechentool zur Auslegung von Schienenfahrzeugen.
Ein weiterer Höhepunkt war die von Meinke geleitete Entwicklung der luftgefederten Koppelrahmendrehgestelle für den InterCityExperimental (ICE/V) Erprobungsträger der DB AG. Die lauftechnische Auslegung erfolgte bei MAN Neue Technologie, die Konstruktion und der Bau bei der MAN GHH Schienenverkehrstechnik in Nürnberg. Am 1. Mai 1988 bewährten sich die Fahrwerke bei der Weltrekordfahrt des ICE/V mit einer Geschwindigkeit von 406,9 km/h. Die Übernahme in die Serie des ICE 1 scheiterte an den höheren Kosten für die Luftfederung der Laufwerke. Erst in der Baureihe ICE 2 setzte die DB AG auf das überlegene Konzept der Luftfederung, womit auch auf die im ICE 1 nachgerüsteten gummigefederten Radreifen verzichtet werden konnte. Im Forschungsvorhaben Gleisdynamik bei hohen Geschwindigkeiten und Bewertungssystem (in Zusammenarbeit mit der DB AG) ging es um die Modellierung des Gleisoberbaus zur Simulation der Fahrzeug/Fahrweg-Wechselwirkung und um die Bewertung der Gleislagequalität anhand der dynamischen Fahrzeugreaktionen auf Lageabweichungen und Gleistrassierung.
Über die Aktivitäten zur Bahntechnik hinaus beschäftigte sich Meinke mit einer Fülle weiterer Themen in verschiedenen Fachbereichen, darunter Dynamik von Rollenoffset-Druckmaschinen, Windturbinen, Systemelektronik und Regelungstechnik, Bordcomputer, Betriebsdatenerfassung und Zustands-Monitoring von Fahrzeugen und Bauwerken, Aufzugssteuerung, Hochenergiephysik, Fahrgast-Informationssystem für den ICE. Elektronische Steuerungen für die Ober- und Untermaschinerie von Theaterbühnen, Verschleiß von Laufrollen Software-Entwicklung zur Simulation der Fahrdynamik von Nutzfahrzeugen, Satelliten-Kommunikation sowie ein Health Monitoring System für die zivile Nutzung von Navigationssatelliten.
Infolge von größeren Umstrukturierungen in der MAN Technologie verließ Meinke – zuletzt Leiter des Geschäftsbereichs Systemelektronik – die Firma Ende Juni 1992. Er machte sich selbständig und gründete die Ingenieurgesellschaft für Angewandte Technologie mbH (IAT), welche das Engineering auf den Gebieten der Satellitenkommunikation und der Fahrzeugdynamik betrieb. Weiterhin gründete Meinke die Firma C+K Computer und Kommunikation GmbH zum Vertrieb von Hardware-Komponenten und Software-Produkten zur Satellitennavigation, Satellitenkommunikation und satellitengestütztes Tracking von Fahrzeugen zur Lokalisierung und zur Gleislagevermessung.
Sowohl während seiner Tätigkeit bei der MAN Technologie als auch während seiner selbständigen Tätigkeit war Systemdynamik einer der Schwerpunkte der Arbeit Meinkes. Es ist daher verständlich, dass Peter Meinke auf diesem Gebiet sowohl an der Universität Stuttgart (Angewandte Mechanik I und II, Einführung in die Mechatronik; 1991–2008) als auch an der TU Berlin (Systemdynamik in industrieller Anwendung) in der Lehre mitwirkte, wobei die Aktivitäten in Stuttgart bei Professor Werner Schiehlen stärker ausgeprägt waren. Am 1. Oktober 2008 wurde Meinke an der Universität Stuttgart zum Honorarprofessor ernannt. Seine Vorlesungen wurden von Studenten und Assistenten geschätzt, weil in ihnen die erfolgreiche Anwendung theoretischer Methoden der Dynamik in der industriellen Praxis dargestellt wurde.
Für seine Verdienste um die technisch-wissenschaftliche Gemeinschaftsarbeit wurde er vom Verein Deutscher Ingenieure (VDI) geehrt.
Peter Meinke wurde am 1. Juli 2017 inmitten seiner Arbeiten zur Vorbereitung eines Vortrags zum EUROMECH Colloquium Rolling Contact Mechanics for Multibody System Dynamics aus dem Leben gerissen. 

## Werke
- P. Meinke, H. Heckel: Unbalance-Caused Instabilities on segmented elastically coupled Rotor Systems. In: Dynamics of Multibody Systems. Springer Verlag, Berlin 1978, S. 220–230.
- P. Meinke, W. Hehenberger, K. Perger, J. Gruber: Track Dynamics at high Vehicle Speeds. In: Vehicle System Dynamics. (= Proc. 6th IASVD-Symposium, Berlin). Vol. 8, Nr. 2–3, 1979, S. 157–165.
- A. Mielcarek, P. Meinke: Querelastisch aufgehängte Fahrmotoren zur Erhöhung der Grenzgeschwindigkeit von Rad/Schiene-Fahrzeugen. In: VDI-Berichte. Nr. 381, 1980, S. 106–111.
- P. Meinke, H. Örley: Principle Concepts of High-Speed Traffic using Wheel/Rail Technolgy. In: W. O. Schiehlen (Hrsg.): CISM Courses and Lectures. Udine 1981. (1982), S. 199–221.
- P. Meinke, A. Mielcarek: Design and Evaluation of Trucks for High-Speed Wheel/Rail Application. In: CISM Cources and Lectures. No. 274, Berlin: Springer 1982, S. 281–331.
- R. Edbauer, P. Meinke, P. C. Müller, J. Wauer: Passive Durchlaufhilfen beim Durchfahren biegekritischer Drehzahlen elastischer Rotoren. In: VDI-Berichte. Nr. 456, 1982, S. 157–166.
- A. Engl, P. Meinke, H. Stöckl: Corrugations on Bearers as Effects of the Short Time Dynamics Investigated in the Long Time Wear Process. In: Klaus Knothe, Robert Gasch (Hrsg.): Rail Corrugations (Symposium on Rail Corrugation Problems held at Berlin in June 1983). (= ILR Bericht. Band 56). 1983, ISBN 3-7983-0962-0, S. 41–70.
- A. Hayd, P. Meinke: On Phonon Turbulence causing irregular Wear. In: Klaus Knothe, Robert Gasch (Hrsg.): Rail Corrugations (Symposium on Rail Corrugation Problems held at Berlin in June 1983). (= ILR Bericht. Band 56). 1983, S. 255–260.
- G. Dreher, F. Jobst, G. Götz, L. Mauer, P. Meinke, A. Mlcarek, J. Nestmeier, H. Örley: Active Hunting Control of a Wheel/Rail Vehicle demonstrated up to 530 km/h on the German Roller Test Rig. In: Vehicle System Dynamics. Vol. 12, No. 1–3, Juli 1983, ISBN 90-265-0461-6, S. 173–176.
- P. Meinke, A. Mielcarek, K.-H. Buchholz: Entwurf des ICE-Koppelrahmendrehgestells unter Berücksichtigung des dynamischen Laufverhaltens. In: VDI-Berichte. Nr. 510, 1984, S. 45–56.
- P. Meinke, L. Mauer: Koppelrahmen-Laufdrehgestell für ICE-Mittelwagen. VDI-Tagung Braunschweig, 24.–25. März 1987. In: VDI-Berichte. Nr. 635, 1987, S. 203–219.
- L. Mauer, P. Meinke: Anforderungen an zukünftige Hochgeschwindigkeitslaufwerke. In: Eisenbahntechnische Rundschau ETR. Band 41, H. 1–2, 1982, S. 49–54.
- L. Mauer, P. Meinke: Requirements of future High -speed running gears. In: RTR Special Railway Technical Review. September 1993, S. 53–58.
- R. Bogacz, P. Meinke, K. Popp: Zur Modellierung der höherfrequenten Radsatz/Gleis-Dynamik der Eisenbahn. In: Systemdynamik der Eisenbahn. Fachtagung in Hennigsdorf 1994. Hestra Verlag, 1994, ISBN 3-7771-0254-7, S. 45–55.
- P. Meinke, S. Meinke, T. Szolc: On Dynamics of Rotating Wheel-set/Rail Systems in a Medium Frequency Range. In: R. Bogacz, K. Popp (Hrsg.): Dynamical Problems of Mechanical Systems. Proceedings of the 4th Polish – German Workshop. Warschau 1996, ISBN 83-906627-0-1, S. 233–244.
- P. Meinke, S. Meinke: Polygonalization of Wheel Treads caused by static and dynamic Imbalances. In: Journal of Sound and Vibrations. Vol. 227, Nr. 5, 1999, S. 979–986.
- P. Meinke, B. Morys: Radunrundheiten – Entstehung und Verstärkung bei hohen Fahrgeschwindigkeiten. In: Eisenbahningenieur. Band 50, Nr. 2, 1999, S. 44–51.
- B. Bergander, C. Blenke, P. Meinke, J. Stephanides: Über die Stabilität enger Bogendurchfahrten von Eisenbahnradsätzen. In: Eisenbahningenieur. 2/2002, S. 53–55.
- T. Meinders, P. Meinke: Rotordynamics and irregular Wear of elastic Wheelsets. In: System Dynamics and Long-Term Behaviour of Railway Vehicles, Track and Subgrade. Springer Verlag, Berlin 2003, S. 133–153.
- P. Meinke, J. Stephanidis: Dynamik und Verschleiß von Eisenbahnradsätzen. In: EIK Kalender. 2004, S. 149–168.
- P. Meinke: Monitoring of the Rolling Quality of Wheelsets. In: Rail technology review. Nr. 1, 2006, S. 25–29.
- P. Meinke: Laufzustands- und Streckenbewertung mit Entgleisungs-detektion. In: Eisenbahntechnische Rundschau ETR. Heft 5, 2009, S. 20–22.
- J. Eckstein, A. Heer, P. Meinke, C. Wiese: Berechnung der kritischen Geschwindigkeit mittels Simulation. In: Eisenbahntechnische Rundschau ETR. Heft 4, 2009, S. 198–203.
- P. Meinke, J. Stephanides: Do Steel Bridges prevent Rail Corrugations? In: Archive of Transport. Band 22, 2010, S. 109–118.
- P. Meinke, W. Schiehlen, J. König: A Conjecture on Dynamical Problems in Narrow Railway Curves. German-Polish Workshop on Dynamical Problems in Mechanical Systems, 2015.